# 塩原学園和洋裁専門学校
塩原学園和洋裁専門学校（しおはらがくえんわようさいせんもんがっこう）は、かつて兵庫県神戸市中央区に存在した専修学校。

## 概要
塩原千代子が創設。神戸唯一の和洋裁総合専門学校であった。卒業生は6万人を超えていた。近畿大学豊岡短期大学(2016年4月に豊岡短期大学に改称)生活情報学科と学務提携がされており、同時に短期大学卒業資格も得られた。
発祥は神戸第一高等学校と同じ神戸女子高等技芸学校であり同じ経営者であった。2004年より医療法人のスミレ会グループの前田章理事長が塩原学園和洋裁専門学校の経営者となる。2006年4月に生徒減少を理由として休校。そこから再開の見通しが立たないために廃校。

## 設置学科
以下の学科が設置されていた
- 和裁科
- 洋裁科
- 和洋裁科
- 短大併学コース